# Мане Мачков
Емануил (Мане) Мачков е български революционер, деец на комунистическата съпротива във Вардарска Македония през Втората световна война.

## Биография
Мане Мачков участва през 30-те години в социалистически кръжоци. По време на българското управление във Вардарска Македония през Втората световна война заема полицейски пост в Скопие и същевременно участва в комунистическата съпротива във Вардарска Македония като приближен на старото ръководство в лицето на Методи Шатаров. Набеден е, че е информатор и донася новини от всякакъв характер на Иван Михайлов, Коста Терзиев и Димитър Рафаилов.
Скопското ръководство на комунистическата партия, в лицето на Коле Чашуле и Перо Наков, решава да елиминира Мане Мачков чрез атентатори от Скопския народоосвободителен партизански отряд, като официалната версия е предателство срещу македонските комунисти. Доцентът от правния факултет на Скопския университет Димитър Гелев предлага друга версия. Мане Мачков е близък до комунистическото движение, но получава информация за това, че част от ръководителите на съпротивата имат връзки с българската тайна полиция. За да не бъдат разкрити от него, е поръчано и убийството му. Мане Мачков е ранен на 7 октомври 1941 година край железопътната гара, като единият извършител Благоя Деспотовски е убит, а Александър Смилковски е арестуван. На последвалия процес са осъдени Търпе Яковлевски - на 7,5 години затвор, Коле Чашуле - на смърт, после на доживотен затвор, а Кочо Битоляну (физически убиец на Мачков), Ангеле Михайловски и Бранко Фрицкан са осъдени на по 15 години затвор. Скоро след Мачков е убит и Крум Панков - Кросот, а след 1944 година е убита и бившата му приятелка, известна като „партизанката Лена“, за да не изкара наяве неудобни факти. При атентата срещу Мане Мачков е ранен в крака Петре Богданов. Според Кочо Битоляну Мане Мачков и Крум Панков са физическите убийци на партизанина Цветан Димов.
Романът „Под усвитеност“ (1957) на Димитър Солев и македонският игрален филм „Истрел“ (Изстрел) от 1972 година разказват събитията около убийството на Мане Мачков.